# Pareuxoa falclandica
Pareuxoa falclandica là một loài bướm đêm trong họ Noctuidae.